# HD Hyundai
Hyundai Heavy Industries Group é um conglomerado industrial sul coreano sediada em Ulsan, que atua em diversos ramos da economia. Possui dois times de futebol, o Ulsan Hyundai Football Club e o Jeonbuk Hyundai Motors Football Club sendo este ultimo representante do ramo automotivo do grupo.

## Subsidiarias
- Hyundai Heavy Industries
- Hyundai Mipo Dockyard
- Hyundai Samho Heavy Industries
- Hyundai Oilbank
- Hyundai E&T